# Гильом VIII (граф Оверни)

Графство Овернь на карте Франции XII века

Гильом VIII Старый или Древний (фр. Guillaume VIII, dit le Vieux ou l’Ancien; ок. 1120 — не позднее 1182) — граф Оверни с 1155 года.

## Биография
Младший сын Гильома VI и Эммы де Отвилль, дочери Роджера I Сицилийского (согласно Europäische Stammtafeln женой Гильома VI была Эмма, дочь Гильома д'Эврё, но хронологически это маловероятно). После смерти отца унаследовал несколько сеньорий в графстве Веле.
В 1147 году племянник Гильома Старого граф Оверни Гильом Молодой отправился в Третий крестовый поход. Воспользовавшись его отсутствием, Гильом Старый объявил себя правителем графства.
Вернувшись из Крестового похода, Гильом-младший обратился за помощью к английскому королю, который был его сюзереном в качестве герцога аквитанского. Гильом Старый, в свою очередь, призвал в союзники французского короля.
Власть юного графа признали сеньории Рошфор-Монтань, Понжибо, Эрман, Сен-Жермен-Ламброн, Шампеи, Водабль и Монферран. Они были закреплены за Гильомом Молодым по договору 1155 года.
В 1162 году дядя и племянник помирились и вместе (взяв в союзники виконта де Полиньяка) собрали вооружённый отряд, занимавшийся грабежами церковных владений. За это они оба несколько раз отлучались от церкви и даже провели какое-то время в заключении по приказу короля.
В 1165 году Гильом Старый и Гильом Молодой снова поссорились и начали войну за передел владений. Однако в 1169 году заключили мирный договор, по которому дядя уступал племяннику половину города Клермон и часть сеньории Лимань.

## Семья
Гильом VIII был женат на Анне Неверской, дочери графа Гильома II. Дети:
- Роберт IV (ум. 1194), граф Оверни и Клермона
- Гильом (ум. 1219), пробст в Клермоне
- Агнесса (ум. после 1195), жена графа Гуго II де Родез
- Юдит, замужем за Беро III, сеньором де Меркёр.

Точная дата смерти Гильома VIII не известна. Некоторые историки говорят, что он дожил до 1182 года, другие утверждают, что он умер намного раньше.